# Falciot cuaespinós de Nova Guinea
El falciot cuaespinós de Nova Guinea  (Mearnsia novaeguineae) és una espècie d'ocell de la família dels apòdids (Apodidae) que habita boscos, vegetació secundària i ciutats de Nova Guinea.